# Fast Food Rockers
Fast Food Rockers foi uma banda britânica de bubblegum dance formado por Martin Rycrof, Lucy Meggitt e Ria Scott no ano de 2003. O grupo é mais conhecidos pelas canções "Say Cheese (Smile Please)", "I Love Christmas" e sua canção de sucesso "Fast Food Song". A banda tinha seu próprio mascote da sorte, um cão azul gigante chamado de "Hotdog" (realizado por Adrian Reed), que seguiu a banda e apareceu em todos os três vídeos de música.

## Discografia
Álbuns
- 2003 – "Fast Food Rockers"

Singles
- "Fast Food Song" (2003)
- "Say Cheese (Smile Please)" (2003)
- "I Love Christmas" (2003)